# Survival
Een survival (Engels voor 'overleving') is een tocht of training waarbij de deelnemers midden in de natuur proberen te overleven met zo min mogelijk middelen. Vaak worden er hierbij lange wandelingen gemaakt, kampvuren gestookt, wordt er met kano's of vlotten gevaren, gevist, gefietst (bijvoorbeeld met mountainbikes), enzovoort. Survivals vinden vooral plaats in gebergtes en heuvellanden als de Ardennen, Alpen en Scandinavië. Er zijn verschillende organisaties die survivaltochten organiseren, waarvan sommigen ook voor kinderen. Survivallen is vooral in trek als bedrijfsuitje en als actieve vakantie.
Survival is ook een vorm van sport, waarbij men in tijdens een survivalrun rennend een parcours van enkele kilometers moet afleggen, terwijl onderweg vele hindernissen genomen moeten worden. De hindernissen variëren van touwbruggen tot houthakken. De lengte van de parcoursen is vaak zodanig, dat een parcours in 2 uur tijd te volbrengen is. Voor kinderen geldt een kortere tijd.

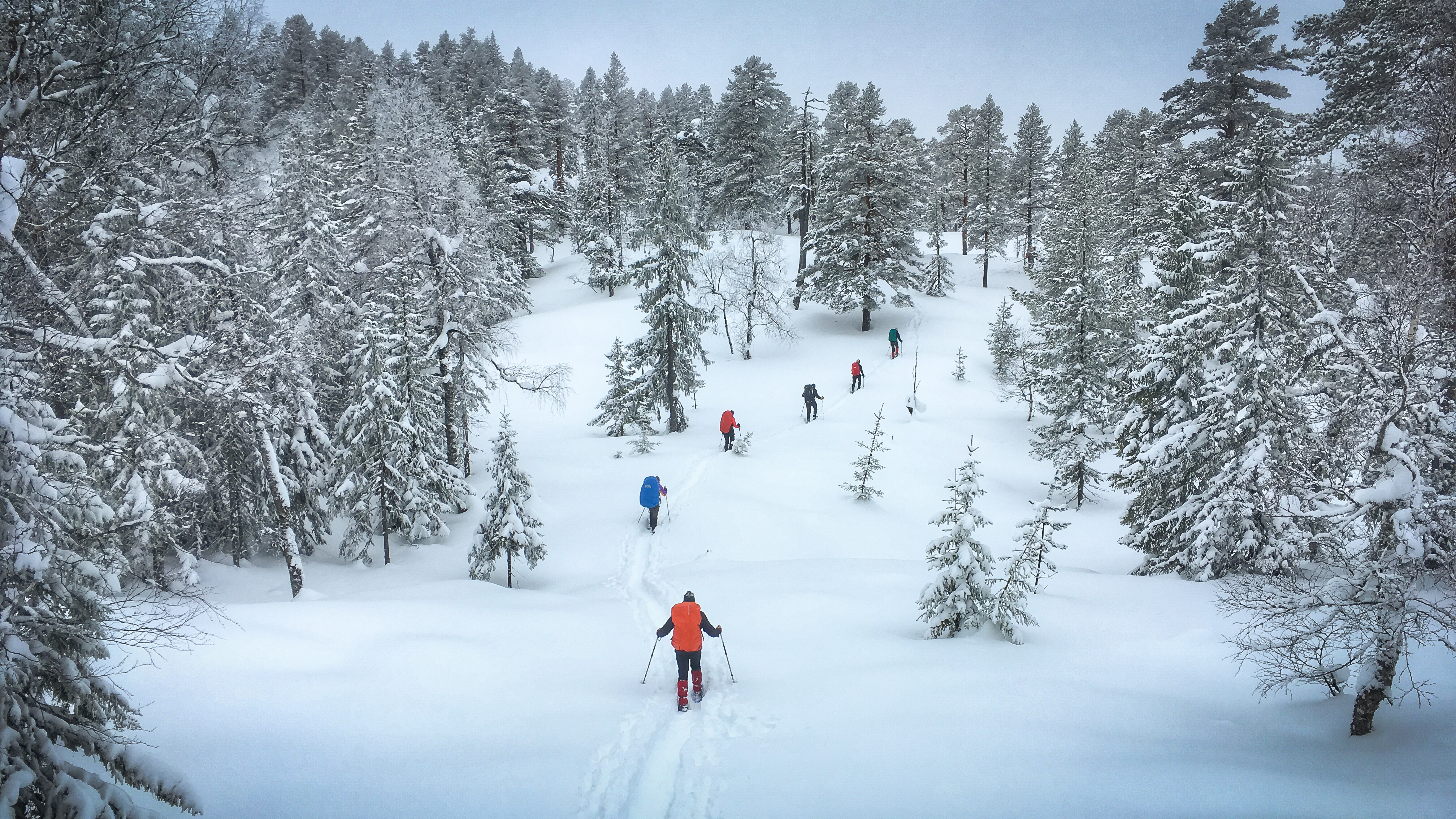
Survival trektocht winter Noorwegen

De term survival wordt ook gebruikt voor overleven in algemene zin (oftewel het in leven blijven, bijvoorbeeld in de natuur of wildernis).